# Ibanez
Ibanez es una marca de guitarras (tanto eléctricas como acústicas) y bajos fue fundada en 1957 por Hoshino Gakki.

## Historia
El origen de la marca se debe al luthier español Salvador Ibáñez, nacido en Valencia (1854 - 1920), cuyas excelentes guitarras eran distribuidas en Japón por la compañía de Hoshino Gakki. La recesión de 1929 afecta a la firma, que en 1933 cierra. El mercado japonés queda desabastecido, por lo que el importador decide en 1935 empezar a fabricar guitarras españolas por su cuenta y las distribuye con el nombre "Ibanez Salvador". Luego cambió el nombre a "Ibanez".
En los años 1960, compró los derechos del nombre Ibanez y empezó a venderlas también en Estados Unidos. La mayoría de esas primeras guitarras eran versiones copiadas de otras marcas más famosas como Fender, Gibson y Rickenbacker. Esto fue conocido como el periodo "Lawsuit" (demanda de derechos), por parte de otras compañías. Después de este periodo, Ibanez creó diseños propios, como el "Iceman" y la "Ibanez Roadstar". Desde ese momento Ibanez comenzó a diseñar guitarras originales, apropiándose del mercado estadounidense.
Finalmente, a mediados de los años 80, cuando el interés por las guitarras eléctricas empleadas en el rock aumentó, Ibanez consiguió abrir una brecha con respecto a muchos de sus competidores, con nuevas guitarras más especializadas, ofreciendo nuevas mejoras técnicas, a diferencia de sus competidoras. La compañía llegó a acuerdos con muchas estrellas del rock de ese tiempo como Steve Vai, Joe Satriani, Paul Gilbert, Phil Collen, Paul Stanley, John Petrucci y Sting, y esto propició otra gran subida en las ventas.
Abandonando la estrategia de copiar los diseños “clásicos” de guitarras eléctricas, los nuevos modelos comenzaron a incorporar elementos más modernos en su diseño, tales como formas radicales del cuerpo, cuellos más delgados y diapasones más planos (que permiten tocar más rápidamente), electrónica de alta potencia y acabados coloridos. Esto condujo a un renombre en aumento entre los músicos de heavy metal. La compañía también comenzó un programa extenso para que nuevas estrellas de la música como Paul Gilbert, Steve Vai, Joe Satriani, Noodles (The Offspring), Sam Totman, Herman Li (ambos de Dragonforce), Munky (Korn), Daron Malakian (System of a Down), Dino Cazares (Fear Factory) Mick Thompson (Slipknot), Kiko Loureiro (Angra/Megadeth), Andy Timmons, Nita Strauss, Lari Basilio, John Mayer, José del Castro, entre otros, usaran sus instrumentos, creando los modelos de la firma de acuerdo a las especificaciones de estos músicos.
Hoy en día, Ibanez es considerada como una de las mejores y más versátiles compañías de fabricación de guitarras, con instrumentos que van desde guitarras acústicas típicamente estadounidenses, hasta bajos eléctricos.[cita requerida] En la gran mayoría de sus guitarras utilizan las famosas pastillas DiMarzio (single coil o Humbucker), y sus nuevos puentes EDGE y ZR (zero resistance), que les confieren la posibilidad de realizar vibratos agudos. Muchos de sus modelos cuentan con microafinación y fijadores para las cuerdas que les otorgan una importante nitidez y precisión.
Además, también se encarga de vender amplificadores y otros accesorios para guitarras y bajos eléctricos. Uno de sus accesorios más famosos, es el pedal de overdrive Ibanez TubeScreamer, usado por muchos artistas en el mundo.

## Modelos

### Guitarras
- Ibanez Destroyer
- Ibanez R
- Ibanez RG
- Ibanez Studio Serie
- Ibanez SZ
- Ibanez Iceman